# Marie Wattel

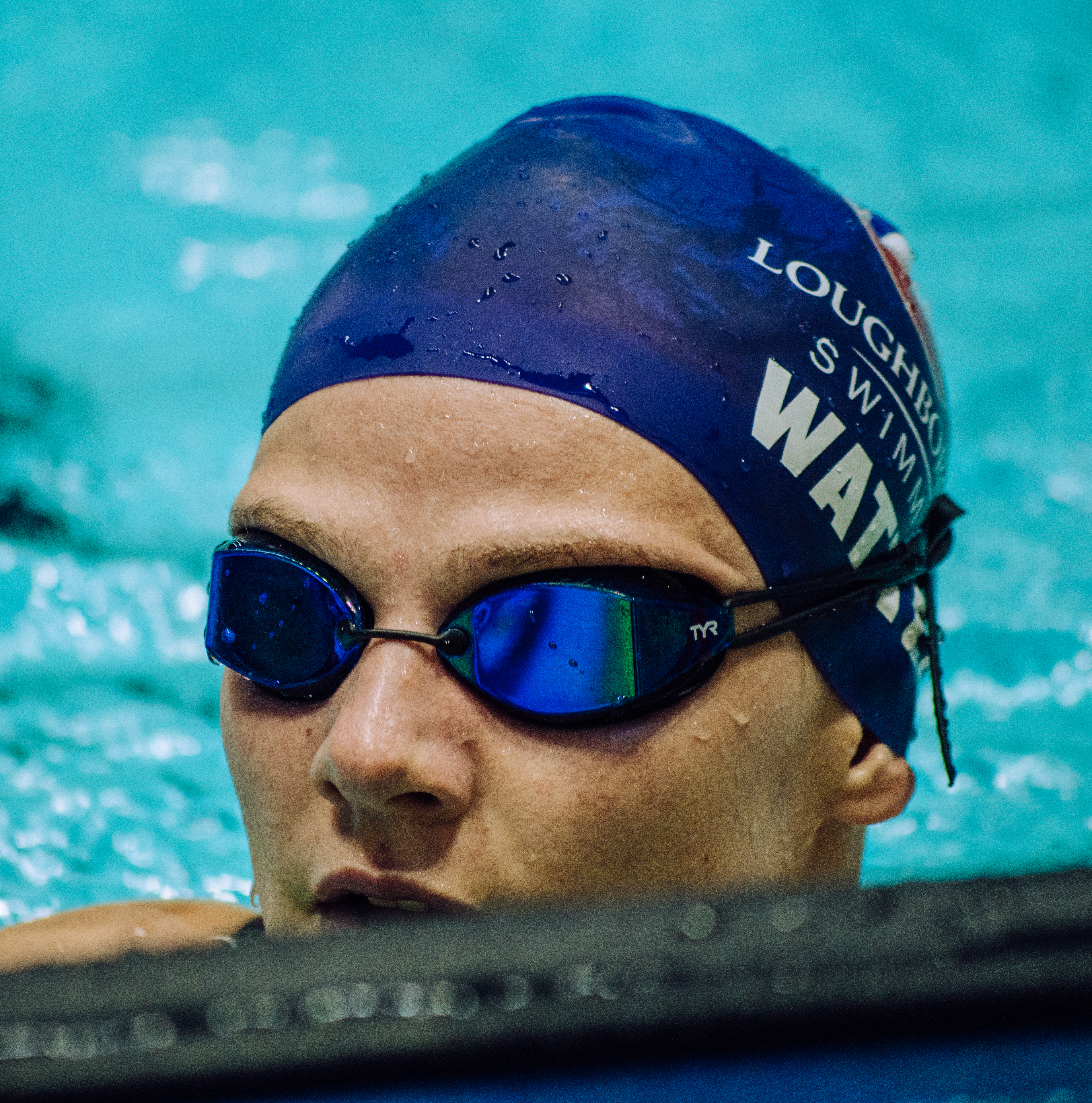
Marie Wattel (2020)

Marie Wattel (* 2. Juni 1997 in Lille) ist eine  französische Schwimmerin. Sie erschwamm bis März 2024 bei Weltmeisterschaften eine Silber- und eine Bronzemedaille auf der 50-Meter-Bahn. Bei Europameisterschaften gewann sie viermal Gold, viermal Silber und einmal Bronze auf der Langbahn, hinzu kam eine Silber- und eine Bronzemedaille auf der Kurzbahn.

## Karriere
Die 1,81 Meter große Marie Wattel schwimmt in Frankreich für Olympic Nice Natation. Sie studierte in England an der Loughborough University.

### Die Jahre bis 2016
Ihre internationale Karriere begann bei den Junioreneuropameisterschaften 2012. Dort wurde Wattel Siebte über 50 Meter Schmetterling und Achte über 100 Meter Schmetterling. Ein Jahr später erreichte sie vier Endläufe und gewann die Bronzemedaille über 100 Meter Schmetterling. Wattel nahm auch an den Weltmeisterschaften 2013 teil, schied aber in den Vorläufen über 50 Meter Schmetterling aus. Bei den Europameisterschaften 2014 schwamm Wattel auf allen drei Schmetterlingssdistanzen ins Halbfinale. Im gleichen Jahr erreichte sie bei den Kurzbahnweltmeisterschaften 2014 das Finale mit der 4-mal-50-Meter-Freistilstaffel, wurde aber im Finale nicht eingesetzt, als ihre Kolleginnen den fünften Platz belegten. Bei den Olympischen Spielen 2016 in Rio de Janeiro trat Wattel über 100 Meter Schmetterling an und schied als 23. der Vorläufe aus, einen Platz vor ihrer Landsfrau Béryl Gastaldello. Die französische 4-mal-100-Meter-Lagenstaffel wurde im Vorlauf nach einem Fehlstart von Wattel disqualifiziert. Ende 2016 nahm Wattel an den Kurzbahnweltmeisterschaften in Windsor teil. Sie wurde sowohl mit der 4-mal-50-Meter-Freistilstaffel als auch mit der 4-mal-100-Meter-Freistilstaffel Sechste. Beide Staffeln traten in der Aufstellung Anna Santamans, Marie Wattel, Mathilde Cini und Mélanie Henique an.

### Die Jahre von 2017 bis 2019
Ende 2017 bei den Kurzbahneuropameisterschaften in Kopenhagen wurde Wattel Sechste über 100 Meter Freistil. Die 4-mal-50-Meter-Freistilstaffel schlug als Vierte an. Über 100 Meter Schmetterling erschwamm Wattel die Silbermedaille mit fast einer Sekunde Rückstand auf die Schwedin Sarah Sjöström. Zum Abschluss der Wettbewerbe gewann die 4-mal-50-Meter-Lagenstaffel mit Mathilde Cini, Charlotte Bonnet, Mélanie Henique und Marie Wattel die Bronzemedaille, wobei Wattel das Ziel nur vier Hundertstelsekunden vor der Schlussschwimmerin der Niederländerinnen erreichte. Im Juni 2018 fanden die Mittelmeerspiele in Tarragona statt. Über 50 Meter Freistil verpasste Wattel als Vierte nur knapp die Medaillenränge, über 200 Meter Freistil gewann sie den Titel vor der Spanierin Melanie Costa. Über 50 Meter Schmetterling erschwamm Wattel die Bronzemedaille, wurde aber über 100 Meter Schmetterling nur Vierte. Sowohl mit der 4-mal-100-Meter-Freistilstaffel als auch mit der 4-mal-200-Meter-Freistilstaffel erkämpfte Wattel die Silbermedaille. Anfang August 2018 wurden dann die Europameisterschaften in Glasgow ausgetragen. Die 4-mal-100-Meter-Freistilstaffel mit Marie Wattel, Charlotte Bonnet, Margaux Fabre und Béryl Gastaldello siegte mit 0,12 Sekunden Vorsprung vor den Niederländerinnen. Für ihren Einsatz im Vorlauf erhielten auch Anouchka Martin und Assia Touati eine Goldmedaille. Die 4-mal-200-Meter-Freistilstaffel mit Marie Wattel, Charlotte Bonnet, Margaux Fabre und Assia Touati verfehlte als Vierte die Bronzemedaille um 0,1 Sekunden. Nach einem siebten Platz über 100 Meter Freistil belegte Wattel mit der Lagenstaffel den sechsten Rang. Ihre zweite Goldmedaille in Glasgow erhielt Wattel mit der 4-mal-100-Meter-Mixed-Freistilstaffel. Hier waren Jérémy Stravius, Maxime Grousset, Margaux Fabre und Béryl Gastaldello im Vorlauf die drittschnellste Zeit geschwommen. Im Endlauf waren Jérémy Stravius, Mehdy Metella, Marie Wattel und Charlotte Bonnet fast fünf Sekunden schneller als die Vorlaufstaffel und gewannen mit 1,9 Sekunden Vorsprung vor dem Quartett aus den Niederlanden.
Waren 2018 die Freistildisziplinen die Stärke von Marie Wattel gewesen, so siegte sie bei den französischen Meisterschaften im April 2019 über 50 Meter Schmetterling und wurde Zweite über 100 Meter Schmetterling. Über 100 Meter und 200 Meter Freistil erreichte sie das Ziel jeweils als Vierte. Bei den Weltmeisterschaften in Gwangju wurde Wattel Achte über 100 Meter Schmetterling und Fünfte über 50 Meter Schmetterling, wobei sie über 50 Meter nur 0,03 Sekunden nach der Drittplatzierten anschlug. In der 4-mal-100-Meter-Mixed-Freistilstaffel wurden Clément Mignon, Maxime Grousset, Charlotte Bonnet und Béryl Gastaldello Vorlaufvierte. Im Finale siegte das Quartett aus den Vereinigten Staaten vor der australischen Staffel. Dahinter erschwammen Clément Mignon, Mehdy Metella, Charlotte Bonnet und Marie Wattel die Bronzemedaille.

### Die Jahre ab 2021
Wegen der COVID-19-Pandemie wurden die eigentlich für 2020 geplanten internationalen Meisterschaften nach 2021 verschoben. Bei den Europameisterschaften in Budapest im Mai 2021 gewann die 4-mal-100-Meter-Freistilstaffel mit Marie Wattel, Charlotte Bonnet, Anouchka Martin und Assia Touati die Bronzemedaille hinter den Britinnen und den Niederländerinnen. Über 100 Meter Schmetterling war die Schwedin Louise Hansson in Vorlauf und Halbfinale die Schnellste vor Marie Wattel. Im Finale siegte Wattel zeitgleich mit der Griechin Anna Doudounaki, die beiden schlugen 0,19 Sekunden vor Hansson an. Ihre dritte Medaille in Budapest gewann Wattel als Zweite über 100 Meter Freistil mit 0,27 Sekunden Rückstand auf die Niederländerin Femke Heemskerk. Über 50 Meter Schmetterling verfehlte Wattel als Neuntschnellste der Halbfinalläufe knapp den Finaleinzug. Die Lagenstaffel schwamm die zehntbeste Vorlaufzeit. Im Juli 2021 fanden die Schwimmwettbewerbe der Olympischen Spiele in Tokio statt. Marie Wattel trat zunächst über 100 Meter Schmetterling an. Im Finale war Louise Hansson als Fünfte die beste Europäerin, 0,05 Sekunden dahinter wurde Wattel Sechste. Über 100 Meter Freistil erreichte Wattel als 16. der Vorläufe die nächste Runde. Im Halbfinale wurde Wattel Neunte mit 0,01 Sekunden Rückstand auf die Britin Anna Hopkin, die als Achte ins Finale schwamm. Wattel trat auch über 50 Meter Freistil an. Das Halbfinale erreichte sie nur, weil zwei Schwimmerinnen zurückzogen. Im Halbfinale schwamm Wattel die 14. Zeit. Im Dezember 2021 bei den Kurzbahnweltmeisterschaften in Abu Dhabi belegte Wattel mit beiden Mixed-Staffeln den sechsten Platz. Außerdem wurde sie Siebte über 100 Meter Freistil und mit der 4-mal-50-Meter-Freistilstaffel.
Im Juni 2022 war Budapest Austragungsort der Weltmeisterschaften. Zum Auftakt siegte Torri Huske aus den Vereinigten Staaten über 100 Meter Schmetterling, eine halbe Sekunde dahinter erkämpfte Wattel die Silbermedaille. Über 100 Meter Freistil belegte Wattel genauso den siebten Platz wie über 50 Meter Schmetterling. Zum Abschluss der Wettbewerbe wurde Wattel Achte mit der Lagenstaffel. Im August 2022 bei den Europameisterschaften in Rom wurde Wattel über 50 Meter Schmetterling Zweite hinter Sarah Sjöström. Über 100 Meter Schmetterling siegte mit Louise Hansson ebenfalls eine Schwedin, Wattel wurde auch hier Zweite. Eine weitere Silbermedaille gewann die Lagenstaffel mit Pauline Mahieu, Charlotte Bonnet, Marie Wattel und Béryl Gastaldello, die 1,11 Sekunden nach der schwedischen Staffel anschlug, Emma Terebo und Adele Blanchetiere erhielten für ihren Vorlaufeinsatz ebenfalls eine Medaille. Nachdem die Mixed-Lagenstaffel den sechsten Platz belegt hatte, erreichte die 4-mal-100-Meter-Mixed-Freistilstaffel das Finale dank dem Vorlaufseinsatz von Hadrien Salvan, Lucile Tessariol und Béryl Gastaldello. Im Endlauf siegten Maxime Grousset, Charles Rihoux, Charlotte Bonnet und Marie Wattel mit einer halben Sekunde Vorsprung vor dem britischen Quartett. 2023 bei den Weltmeisterschaften in Fukuoka erreichte Wattel nur zweimal das Finale. Sie wurde Sechste über 100 Meter Schmetterling und Achte mit der Lagenstaffel. Über 50 Meter und 100 Meter Freistil verpasste sie den Finaleinzug jeweils knapp.
Bei den Olympischen Spielen 2024 in Paris trat Wattel in zwei Einzeldisziplinen und mit drei Staffeln an. Die 4-mal-100-Meter-Freistilstaffel mit Béryl Gastaldello, Charlotte Bonnet, Mary-Ambre Moluh und Marie Wattel wurde Sechste mit über vier Sekunden Rückstand auf die Medaillenränge. Über 100 Meter Schmetterling fehlten Wattel als Neunter des Halbfinales 0,32 Sekunden zum Finaleinzug. Über 100 Meter Freistil war sie Zehntschnellste im Halbfinale. Die 4-mal-100-Meter-Lagenstaffel mit Emma Terebo, Charlotte Bonnet, Marie Wattel und Béryl Gastaldello schlug als Sechste an und lag drei Sekunden hinter den Drittplatzierten. Die beste Platzierung gelang der Mixed-Lagenstaffel. Yohann Ndoye Brouard, Léon Marchand, Marie Wattel und Béryl Gastaldello wurden Vierte mit 2,2 Sekunden Rückstand auf die drittplatzierte australische Staffel.